# Medal Błękitnej Dywizji
Medal Błękitnej Dywizji (niem.: Blauen Division Medaille); pełna, oficjalna nazwa: Medal Pamiątkowy dla Hiszpańskich Ochotników za Walkę z Bolszewizmem (Erinnerungsmedaille für die Spanischen Freiwilligen im Kampf gegen den Bolschewismus) – pamiątkowe odznaczenie III Rzeszy; ustanowione 3 stycznia 1944 i nadawane hiszpańskim ochotnikom, członkom Błękitnej Dywizji, walczącej u boku Niemców na froncie wschodnim II wojny światowej. 

## Insygnia
Na awersie medalu widniał stalowy hełm niemiecki, pod nim dwie tarcze ułożone na umieszczonym poziomo mieczu. Na lewej tarczy: orzeł Wehrmachtu, na prawej: hiszpańska falanga. Poniżej tarcz umieszczono swastykę na laurowych liściach. Na rewersie inskrypcja: DIVISION ESPANOLA DE VOLUNTARIOS EN RUSIA (OCHOTNICZA DYWIZJA HISZPAŃSKA W ROSJI). Pod nią dwie gałązki (laurowa z lewej i dębowa z prawej) związane wstążką z zawieszonym na niej Krzyżem Żelaznym.
Oznaka zawieszona była na czarno-biało-czerwono-biało-czarnej wstążce (barwy wstążki niemieckiego Krzyża Żelaznego) z żółtym paskiem pośrodku (nawiązanie do barw Hiszpanii).